# Rial (Formule 1)
Rial was een Duits Formule 1-team dat deelnam aan het kampioenschap in 1988 en 1989. Het team werd opgericht door velgenfabrikant Günther Schmid die eerder de oprichter was van het ATS-team dat tussen 1977 en 1984 actief was in de Formule 1.

## Actieve jaren
Het team kwam in 1988 met één wagen aan de start. Andrea de Cesaris reed het volledige seizoen en behaalde één keer een plaats binnen de punten toen hij vierde werd tijdens de Grand Prix van Detroit.
In 1989 reden vijf verschillende rijders voor het team. Christian Danner kwam op de vierde plaats over de finish tijdens de Grand Prix van de Verenigde Staten. Het was de laatste keer dat het team punten behaalde. Andere rijders zoals Volker Weidler en Bertrand Gachot konden zich geen enkele keer kwalificeren voor de race en het team verdween na dat jaar uit de Formule 1.